# 美艳橙黄杜鹃
美艳橙黄杜鹃（学名：Rhododendron citriniflorum var. horaeum）为杜鹃花科杜鹃花属下的一个变种。

## 扩展阅读
- 維基物種上的相關：美艳橙黄杜鹃